# Глобальне похолодання

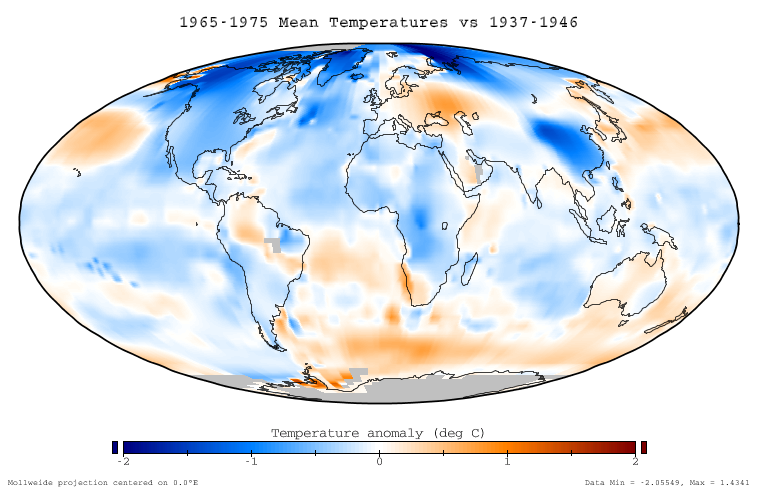
Середні температурні аномалії за період з 1965 по 1975 рр. з урахуванням середніх температур за період з 1937 по 1946 рр. Джерело: NASA GISTEMP, 2000, 2001, 2002

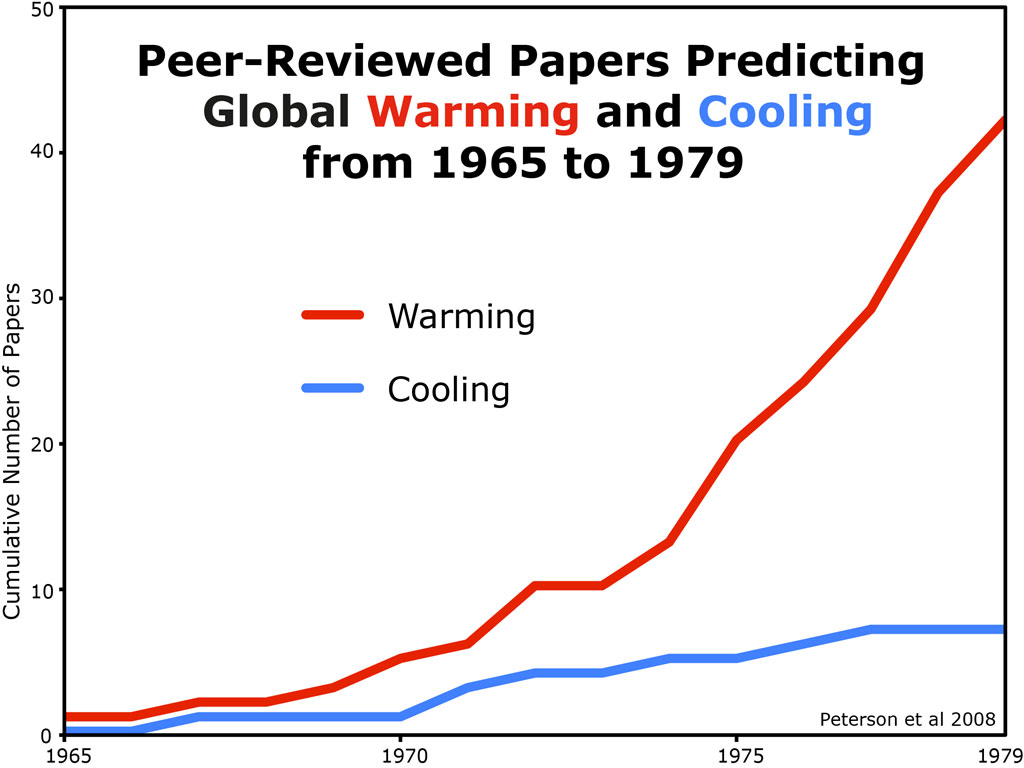
Тенденції Глобальне похолодання проти Глобального потепління Джерело: SkepticalScience

Глобальне похолодання — процес поступового охолодження Землі. Гіпотеза, яка постулює глобальне охолодження поверхні Землі та її атмосфери аж до її заледеніння.
Гіпотеза не мала суттєвої наукової підтримки, проте на її користь говорять деякі публікації в науковій і науково-популярній пресі про циклічність льодовикових періодів і тренд зниження середньорічної температури, що спостерігався з 1940-х до початку 1970-х. Зараз більше поширення в наукових колах має гіпотеза глобального потепління, тобто підвищення температури Землі, пов'язане з техногенною діяльністю людини..

## Огляд
У 1970-х роках поширилися думки про те, що глобальні температури показують зменшення з 1945 року. На думку дослідників[кого?], річна температура на Землі знизиться на декілька градусів. Таке явище спостерігалося в період між 1650 і 1850 роками, його було названо «Малий льодовиковий період». Світове похолодання може прийти у 2030–2040 році, але буде не настільки сильним.
Водночас із теорією глобального похолодання почали розглядати можливість масштабного потепління через парникові гази. З наукових робіт, присвячених кліматичним тенденціям XXI століття, 10% були схильні до глобального похолодання, решта — до глобального потепління.
До того, як ідея глобального похолодання досягла громадських ЗМІ, температури припинили падіння і на перший план вийшла стурбованість через ефект потепління від викидів вуглекислого газу.
Наразі існують деякі застереження щодо можливих регіональних ефектів похолодання через сповільнення чи припинення термохалінної циркуляції, яке може статися через збільшення кількості прісної води у Північній Атлантиці через танення льодовиків. Імовірність цього вважається загалом низькою і Міжурядова група експертів з питань змін клімату відзначає, що «навіть у моделях, де термогалінна циркуляція послаблюється, все одно присутнє потепління у Європі».

## У мистецтві
- «Найкращий подарунок на Різдво» — американський фільм 2000.
- «Післязавтра» — американський фантастичний фільм-катастрофа 2004 року.